# Тадевосян Єгіше Мартиросович
Єгіше Мартиросович Тадевосян (12 (24) вересня 1870, Вагаршапат — 22 січня 1936, Тбілісі) — вірменський художник.

## Біографія
У 1879—1881 роках навчався в приватному пансіоні Тер-Акопова в Тифлісі (Тбілісі), потім закінчив гімназію при Лазаревському інституті східних мов у Москві. Художню освіту отримав у московському Училищі живопису, скульптури та архітектури, який закінчив у 1894 році. З 1896 року брав участь у художніх виставках Передвижників, «Спілки російських художників», товариства «Світ мистецтва». У 1898 році разом з другом і вчителем Василем Полєновим здійснив подорож до Палестини. Надалі щороку вирушав у мандрівки країнами Європи, Близького Сходу, Росією і Вірменією, де створив велику кількість етюдних пейзажів.
У 1901 році переїхав з Москви до Тифліса. Тут викладав у Комерційному училищі живопису. У 1916 році разом з іншими вірменськими художниками й діячами мистецтв у Тифлісі організував Вірменську спілку художників, згодом був обраний її головою.
У 1935 році отримав звання заслуженого діяча мистецтв Вірменської РСР.
Помер 22 січня 1936 року в Тбілісі, заповів себе поховати в Єревані.

## Творчість
Національній галереї Вірменії зберігається близько 650 робіт художника.

## Пам'ять
У 2020 році Центральний банк Вірменії випустив пам'ятну монету на честь 150-ї річниці від дня народження художника.